# Maeterlinck no Aoi Tori
Maeterlinck no Aoi Tori (яп. メーテルリンクの青い鳥 チルチルミチルの冒険旅行 Мэ:тэруриинку но Аои Тори: Тирутиуру Митиру но Бокэн Рёко, рус. Синяя птица Метерлинка: Приключения Тильтиль и Митиль) — японский аниме-сериал, созданный студией Toei Animation по мотивам пьесы Мориса Метерлинка «Синяя птица». Транслировался по телеканалу Fuji TV с 9 января по 9 июля 1980 года. Всего выпущено 26 серий аниме. Над дизайном персонажей работал Лэйдзи Мацумото. Сериал также транслировался на территории Франции, Италии и Польши.

## Сюжет
Тильтиль и Митиль живут в бедной семье с родителями, собакой Тиролем и кошкой Шанет, отец работает плотником. Мама серьёзно заболевает и дни её сочтены. Однако надежда всё ещё есть: в ночь на Рождество дом посещает добрая фея Берилюна, которая говорит, что если найти волшебную «синюю птицу», она дарует безграничное счастье, в том числе и вылечит маму. Фея преобразовала кошку и собаку в антропоморфных существ, и теперь они тоже будут следовать за главными героями. Также фея направляет разных духов: воды, времени, огня, хлеба, молока, сахара и духа света (дочь Берилюны), которые помогут Тильтиль и Митиль нравственно развиваться и понять многие вещи. Синяя птица находится в волшебной стране «Планелла», в которую можно попасть через экран телевизора. Главным героям будет мешать злая царица ночи и её духи, которые олицетворяют негативные качества, которая тоже хочет заполучить счастье птицы (какое-то время ей будет помогать кошка Шанет). По мере развития сюжета главные герои проходят стадию катарсиса, познают смысл человеческой ценности и её аспектов, как приобрести счастье в повседневной жизни и прочее.

## Роли озвучивали
- Тору Фуруя — Тильтиль
- Мами Кояма — Митиль
- Фусако Амати — Фея Берилюна
- Итиро Нагай — Тироль
- Фуюми Сирайси — Тилетта (Шанет)
- Акихиро Мива — Королева Ночи
- Тосио Фурукава — Голос за кадром